# Савчук, Анатолий Яковлевич
Анатолий Яковлевич Савчук (род. 14 декабря 1938 года, с. Бохоники Винницкой области) — депутат Верховной Рады Украины I созыва.

## Биография
Анатолий Савчук родился 14 декабря 1938 года. Окончил Новосибирский институт железнодорожного транспорта по специальности инженер-механик.
С 1961 года работал механиком Кемеровского строительно-монтажного поезда. Затем — главным механиком щебневого завода в Олевском районе Житомирской области. После этого — мастером, механиком, начальником завода № 2 Гневанского карьероуправления; начальником шпалового цеха, директором Гневанского завода «Спецжелезобетон».
С 1990 по 1994 год — народный депутат Украины, член комиссии Верховной Рады по вопросам строительства, транспорта и жилищно-бытового хозяйства. Был членом Народной Рады.